# Ray-sur-Saône
Ray-sur-Saône is een gemeente in het Franse departement Haute-Saône (regio Bourgogne-Franche-Comté). De plaats maakt deel uit van het arrondissement Vesoul. Ray-sur-Saône telde op 1 januari 2022 211 inwoners.

## Geografie
De oppervlakte van Ray-sur-Saône bedroeg op 1 januari 2022 7,88 vierkante kilometer; de bevolkingsdichtheid was toen 26,8 inwoners per km².

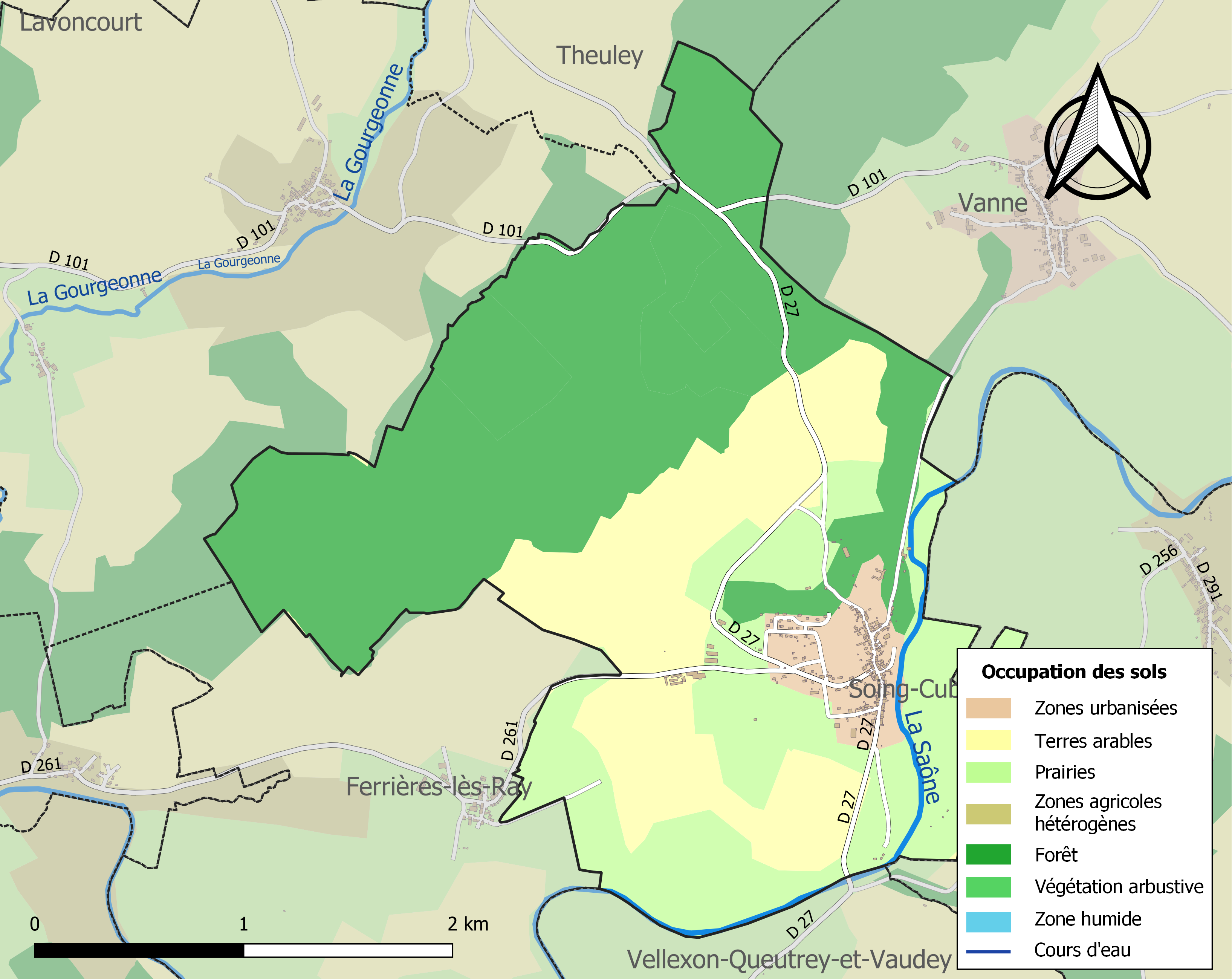
Kaart van de gemeente met de belangrijkste infrastructuur, bodemgebruik en omliggende gemeenten

## Demografie
Onderstaande figuur toont het verloop van het inwonertal (bron: INSEE-tellingen).